# Club Africain Tunis
Club Africain (arabisch النادي الإفريقي, DMG an-nādi al-ifrīqī) ist ein Sportverein aus der tunesischen Hauptstadt Tunis.
Der Verein, gegründet am 4. Oktober 1920, ist vor allem für seine Fußballabteilung bekannt. Heimspiele trägt der in rot und weiß spielende Verein im 60.000 Zuschauer fassenden Stade Agrebi aus. Mit dreizehn Meisterschaften und dreizehn Pokalsiegen (bei 27 Finalteilnahmen) gehört der Club Africain zu den erfolgreichsten tunesischen Fußballvereinen. Der Hauptstadtverein ist der populärste Klub des Landes. Gleichzeitig ist der Verein auch der erste tunesische Verein, der einen internationalen Titel gewann, als man im Jahre 1971 den Nordafrikanischen Pokal der Pokalsieger gewann. Zwanzig Jahre später gewann Club Africain als erstes tunesisches Team die afrikanische Champions League.
Der Club Africain und Club Sportif Sfaxien sind die einzigen Vereine des Landes, die seit der Unabhängigkeit Tunesiens ununterbrochen in der ersten Liga spielen.

## Geschichte

### Vereinsgründung

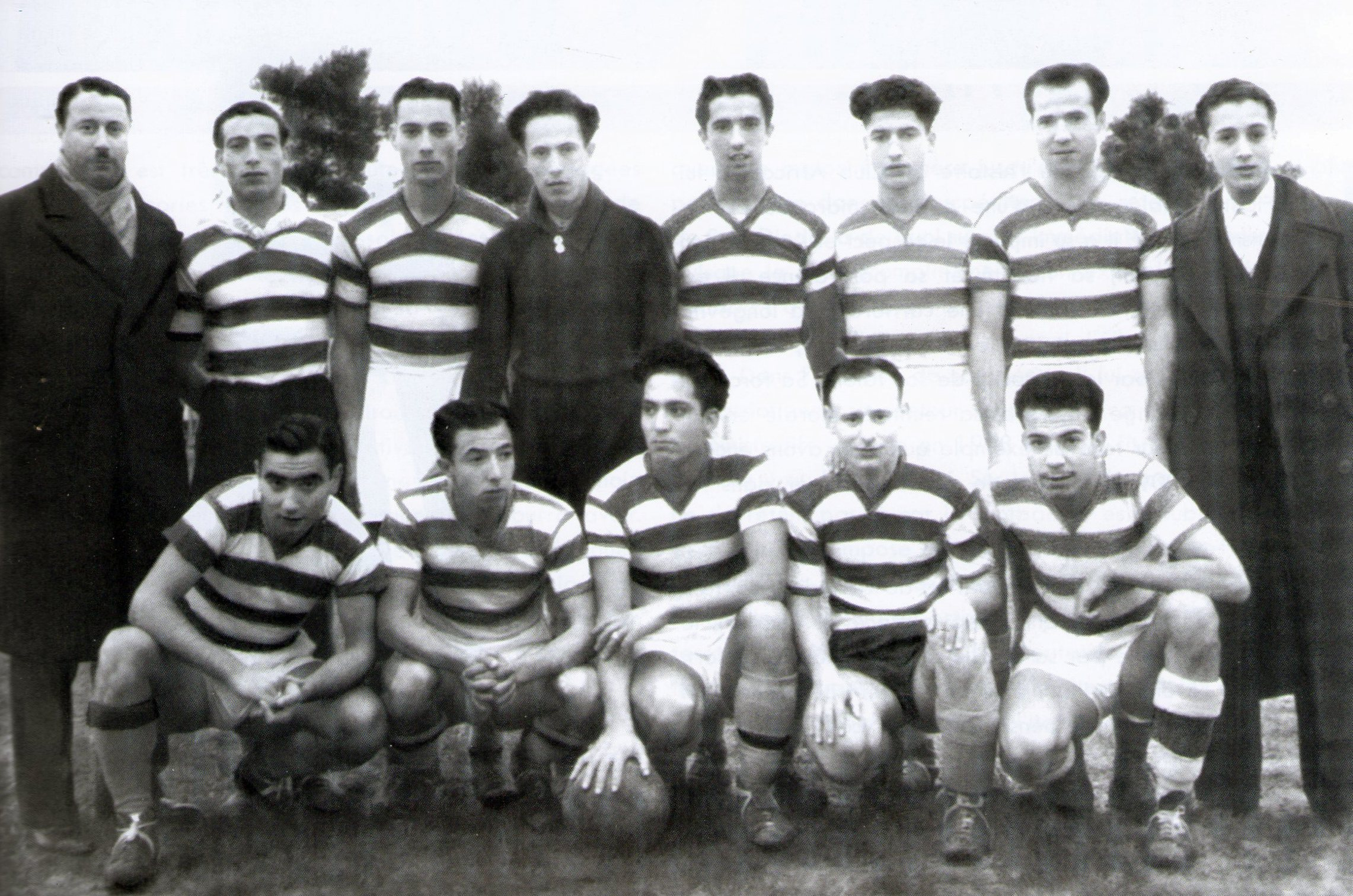
Teamfoto aus der Saison 1938/1939

Am 4. Oktober 1920 im Stadtviertel Bab Jedid gegründet, bezieht der Club Africain (arabisch النادي الإفريقي, DMG an-nādi al-ifrīqī)
seinen Namen von Ifrīqiya, einem historischen Begriff, der einst Teile des heutigen Tunesiens umfasste. Dieser Name ist wiederum von der lateinischen Bezeichnung Africa abgeleitet, die die Römer der Provinz gaben. Somit verweist der Name direkt auf die reiche antike Vergangenheit des Landes.
Obwohl der Verein 1920 offiziell gegründet wurde, lassen sich seine Wurzeln jedoch bis ins Jahr 1915 zurückverfolgen. Der Verein versteht sich als die natürliche Fortsetzung des Stade Africain, welcher 1915 ins Leben gerufen wurde und 1918, nach Ausschreitungen im Jahr 1917, durch einen Beschluss der lokalen Behörden des französischen Protektorats zwangsaufgelöst wurde. Der Verein hatte als Vereinslogo einen roten Halbmond und Stern auf weißem Hintergrund, angelehnt an die Symbole der tunesischen Nationalflagge.
Die Gründungsväter waren bereits im Dezember 1919 gewillt den Verein zu gründen und die Aktivitäten aufzunehmen, jedoch verzögerte die Wahl des Namens Club Islamique Africain den offiziellen Start. Dieser Name wurde von den Behörden des französischen Protektorats abgelehnt, da er einen zu starken Bezug zur nationalen Identität der einheimischen Bevölkerung aufwies und als Ausdruck des Antikolonialismus interpretiert wurde. Zu jener Zeit konnte jeder tunesische Verein nur mit Genehmigung der Behörden existieren.
Bei seiner Gründung im Jahr 1920 übernahm der Club Africain nicht nur das Logo und die Vereinsfarben Rot und Weiß, inspiriert von der tunesischen Flagge, sondern auch zahlreiche Spieler, was die Fortsetzung der Tradition und des Erbes des Vorgängervereins unterstreicht. Am 4. Oktober 1920 wurde Bechir Ben Mustapha, bekannt als ein ausgesprochener Befürworter der tunesischen Unabhängigkeitsbewegung, zum ersten Vereinspräsidenten ernannt.

## Erfolge im Fußball
| National | International |
| --- | --- |
| - Tunesische Meisterschaft (13) - Meister: 1947, 1948, 1964, 1967, 1973, 1974, 1979, 1980, 1990, 1992, 1996, 2008, 2015 - Vizemeister: 1949, 1965, 1968, 1969, 1970, 1971, 1972, 1975, 1977, 1978, 1981, 1982, 1983, 1985, 1987, 1989, 1991, 1998, 2007, 2009, 2010, 2018 - Tunesischer Pokalsieger (13) - Sieger: 1965, 1967, 1968, 1969, 1970, 1972, 1973, 1976, 1992, 1998, 2000, 2017, 2018 - Finalist: 1956, 1963, 1974, 1980, 1982, 1985, 1986, 1988, 1989, 1999, 2003, 2006, 2016, 2021 - Tunesischer Superpokal (3) - Gewinner: 1968, 1970, 1979 - Finalist: 1973 | - CAF Champions League (1) - Sieger: 1991 - CAF Confederation Cup - Finalist: 2011 - Afroasiatischer Pokal (1) - Sieger: 1992 - Afrikanischer Pokal der Pokalsieger - Finalist: 1990, 1999 - Arabische Champions League (1) - Sieger: 1997 - Finalist: 1988, 2003 - Arabischer Pokal der Pokalsieger (1) - Sieger: 1995 - Arabischer Super Cup - Finalist: 1998 - Maghreb Pokal der UNAF (2) - Sieger: 2008, 2010 - Maghreb Pokal der Pokalsieger (1) - Pokalsieger: 1971 - Finalist: 1972, 1973 - Maghreb Pokal der Landesmeister (3) - Sieger: 1974, 1975, 1976 |

## Handball
Am 36. Jubiläum der Gründung, dem 4. Oktober 1956, gründete der Verein seine Handballabteilung. 1963 gewann man die erste Meisterschaft und 1967 gelang der erste Pokalsieg. Insgesamt errang die Handballmannschaft dreizehn tunesische Meisterschaftstitel, neunzehnmal den tunesischen Landespokal und mehrere internationale Titel. Damit gehört Club Africain zu der Elite der Handballvereine auf dem afrikanischen Kontinent und der arabischen Welt.
Traditionell bildet der Klub seit den Sechzigern auch einen großen Teil der tunesischen Handballnationalmannschaft, welche Rekordsieger der Handball-Afrikameisterschaft der Männer ist.
Die Handballmannschaft der Damen ist Rekordmeister in der heimischen Liga und hat die meisten Pokalsiege vorzuweisen. Ebenfalls gelang es mit den Siegen in der Arabischen Champions League 2014 und 2021 sowie den Arabischen Pokal der Pokalsieger 2017 drei internationale Titel zu gewinnen.

## Basketball
Die Basketballabteilung wurde im Jahr 1956 gegründet und spielt seit der Saison 1979/1980 in der höchsten Spielklasse. Zwei Jahre nach dem Aufstieg Jahre besiegte man Étoile Sportive du Sahel mit 86-71 im Finale des tunesischen Pokals und konnte 1982 den ersten Titel der Abteilung verbuchen. Den Landespokal hat man seit dem insgesamt sieben Mal gewonnen. Landesmeister wurde man fünf Mal. Tunesiens Supercup gewann man vier Mal, den Verbandspokal vier Mal.

## Volleyball
Die Volleyball-Abteilung des Vereins wurde 1943 gegründet. Die Herrenabteilung wurde im Jahr 2001 aufgelöst. Die Damenabteilung, welche 1958 gegründet worden ist, spielt in der ersten Liga. Beide Teams wurden mehrfach in tunesischer Meister, Pokalsieger und gewannen international Trophäen.
Mit fünf Titeln in einem Jahr schaffte die Herrenmannschaft einen bis heute unerreichten Rekord in der Geschichte des kontinentalen Volleyballs, als man in der Saison 1991/92.  Das Team gewann die tunesische Landesmeisterschaft, den Landespokal, die afrikanische Champions League, den afrikanischen Pokal der Pokalsieger und die arabische Champions League. Eine Saison davor gewann man das Triple aus Liga, Pokal und afrikanischer Champions League. Insgesamt gewann man zwölf nationale und sechs internationale Turniere und nahm zwei Mal bei der Volleyball-Klub-Weltmeisterschaft teil.
Die Frauenmannschaft spielt in der ersten tunesischen Liga und gilt als Spitzenmannschaft. Die Damen des Club Africain haben dreizehn Meisterschaften, neun Pokalsiege, vier kontinentale Pokale der Landesmeister und einen afrikanischen Pokal der Pokalsieger vorzuweisen.

## Fankultur und Rivalitäten

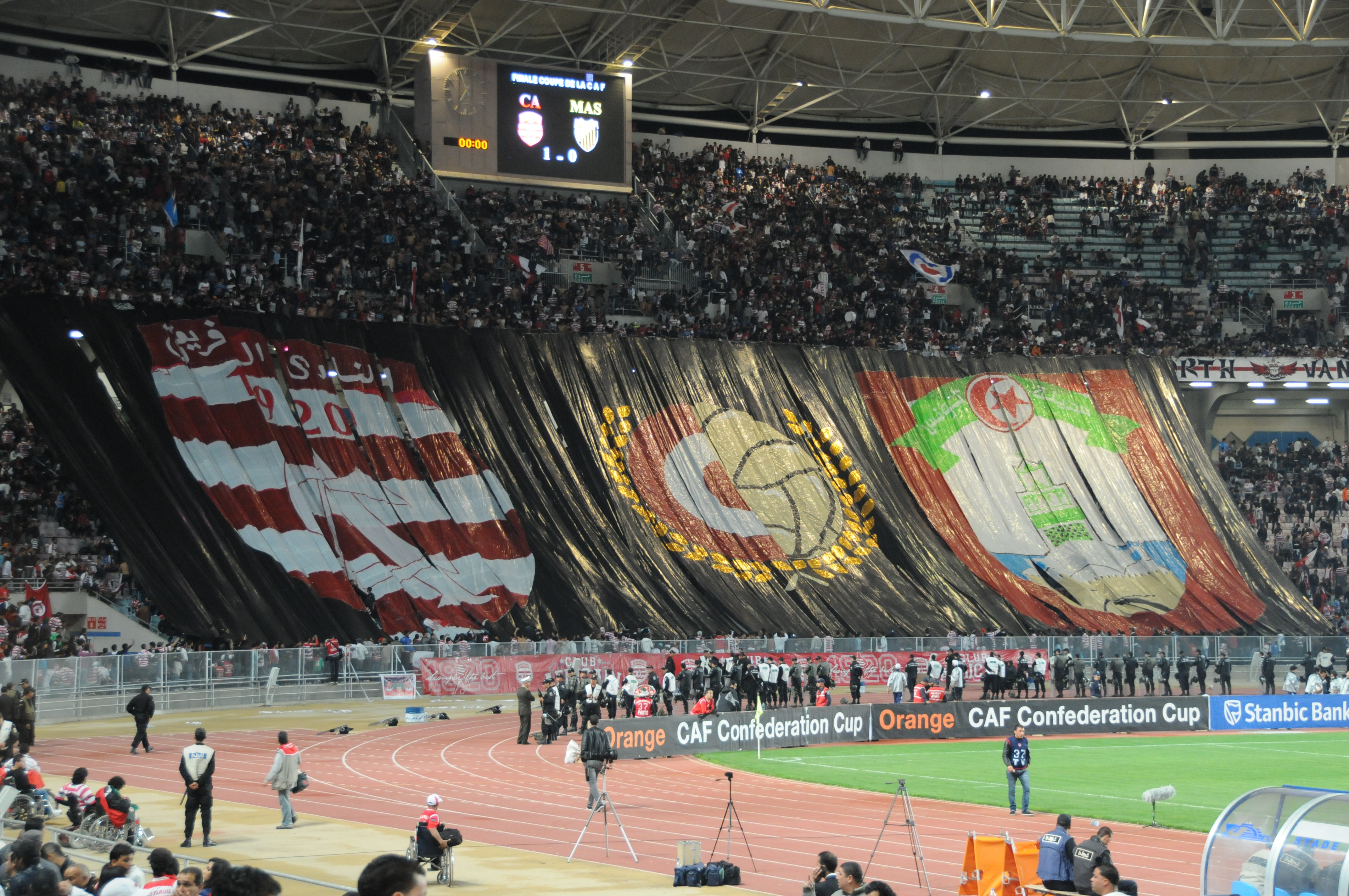
Choreografie bei einem Heimspiel im CAF Confederation Cup, 2011

Club Africain, dessen Fans Clubistes genannt werden, ist der tunesische Verein mit den meisten Anhängern, noch vor dem Rekordmeister und Stadtrivalen Espérance Tunis. Der Klub hat in allen sozialen Schichten der tunesischen Gesellschaft Anhänger und wird deswegen als Team des Volks (arabisch فريق الشعب, DMG Fariq al Cha'b) bezeichnet. Viele Persönlichkeiten des öffentlichen Lebens Tunesiens sind bekennende Fans. So wie zum Beispiel der ehemalige Premierminister Youssef Chahed oder der linke Politiker Hamma Hammami.
Im Jahre 1995 wurden die African Winners gegründet, diese Ultragruppe gilt als die erste organisierte in Tunesien und somit auch als erste in der arabischen Welt beziehungsweise Afrika. Seit März 1995 haben sie ihre Mannschaft akustisch und optisch unterstützt und zählen heute zum festen Bestandteil der tunesischen Szene und als der Vorreiter für die Ultraszenen in den arabischen Länder, allen voraus Nordafrika. Im Dezember 1999 fand die erste große Choreographie im heimischen Stadion statt. Es existiert eine Fanfreundschaft zu den Fans von Wydad Casablanca und Zamalek SC.
Als historisch größter Konkurrent gilt der Stadtrivale Espérance Tunis. Beide Vereine haben über ganz Tunesien verteilt bestehende Anhängerschaften. Insgesamt wurde das Derby schon 141-mal ausgespielt, beide Teams haben zusammen 37-mal die tunesische Meisterschaft gewonnen und addiert man die Pokalsiege beider Teams kommt man auf 23 Landespokalsiege. Das Derby wird deshalb als wichtigstes Spiel im tunesischen Vereinsfußball betrachtet.
Ein anderer Stadtrivale ist Stade Tunisien. Allerdings spielte Stade Tunisien in den letzten Jahrzehnten keine große Rolle im Meisterschaftskampf in Tunesien, weshalb diese Begegnung von den CA Fans eher als kleines Derby angesehen wird und nur traditionell eine Bedeutung hat. Die Bilanz zwischen beiden Teams spricht klar für die Rot-Weißen. Von 112 Spielen hat Club Africain 60 gewonnen, 36-mal Unentschieden gespielt und 16 Spiele verloren, dabei 145 Tore erzielt und 79 Tore kassiert. Der letzte Derbysieg vom kleinen Nachbarn gegen den schier übermächtigen Nachbarn datiert vom 14. Oktober 2000. (Stand 1. Juni 2013)
Eine intensive und überregionale Rivalität besteht zu ES Sahel aus der Stadt Sousse, rund 130 Kilometer südlich der Hauptstadt Tunis.

## Statistiken und Rekorde
Höchste Siege
In der tunesischen Meisterschaft
- 7:0 Ahly Mateur (Saison 1963–1964) Heimspiel
- 7:0 Océano Club de Kerkennah (Saison 1982–1983) Heimspiel
- 7:0 US Monastir (Saison 1982–1983) Heimspiel
- 7:0 Club Olympique Transports (Saison 1991–1992) Auswärtsspiel
- 7:0 Olympique du Kef (Saison 1995–1996) Heimspiel

tunesischen Landespokal
- 10-0 Club Sportif Dahmani (Saison 1992–1993)

Internationale Spiele
Heim in Tunesien
- 9:1 gegen RSLAF FC aus Sierra Leone, im CAF Confederation Cup 2017.

Auswärts
- 5:0 in Saint-Pierre (Réunion) gegen JS Saint-Pierroise in der CAF Champions League 1997

## Statistik in den CAF-Wettbewerben
| Wettbewerb                          | Runde          | Gegner                            | Hinspiel         | Rückspiel               |  |
| ----------------------------------- | -------------- | --------------------------------- | ---------------- | ----------------------- |  |
|                                     |                |                                   |                  |                         |  |
| African Cup Winners’ Cup 1990       | 1. Runde       | RC Relizane                       | 4:1 (A)          | 2:0 (H)                 |  |
|                                     | 2. Runde       | Maghreb Fez                       | 0:1 (A)          | 4:0 (H)                 |  |
|                                     | Viertelfinale  | Accra Hearts of Oak               | 0:2 (A)          | 2:0 (6:5 n. E.) (H)     |  |
|                                     | Halbfinale     | al-Merreikh Omdurman              | 0:1 (A)          | 1:0 (4:3 n. E.) (H)     |  |
|                                     | Finale         | BCC Lions                         | 0:3 (A)          | 1:1 (H)                 |  |
| African Cup of Champions Clubs 1991 | 1. Runde       | Requins de l’Atlantique FC        | 5:1 (H)          | 2:1 (A)                 |  |
|                                     | 2. Runde       | Djoliba AC                        | 2:0 (H)          | 0:0 (A)                 |  |
|                                     | Viertelfinale  | Wydad Casablanca                  | 2:0 (H)          | 0:1 (A)                 |  |
|                                     | Halbfinale     | Nkana FC                          | 3:0 (H)          | 1:4 (A)                 |  |
|                                     | Finale         | Villa SC                          | 6:2 (H)          | 1:1 (A)                 |  |
| African Cup of Champions Clubs 1992 | 1. Runde       | Sporting Clube da Praia           | 0:0 (A)          | 3:1 (H)                 |  |
|                                     | 2. Runde       | CD Primeiro de Agosto             | 0:2 (A)          | 3:0 (H)                 |  |
|                                     | Viertelfinale  | Ismaily SC                        | 3:3 (H)          | 1:3 (A)                 |  |
| African Cup of Champions Clubs 1993 | 1. Runde       | LPRC Oilers                       | w/o              | w/o                     |  |
|                                     | 2. Runde       | AS Sogara                         | 0:1 (A)          | 2:2 (H)                 |  |
| CAF Champions League 1997           | 1. Runde       | Djoliba AC                        | 3:2 (H)          | 1:1 (A)                 |  |
|                                     | 2. Runde       | JS Saint-Pierre                   | 6:1 (H)          | 5:0 (A)                 |  |
|                                     | Gruppenphase   | AshantiGold SC                    | 0:0 (H)          | 0:2 (A)                 |  |
|                                     | Gruppenphase   | al Zamalek SC                     | 2:0 (H)          | 0:2 (A)                 |  |
|                                     | Gruppenphase   | Ferroviário Maputo                | 0:0 (A)          | 1:0 (H)                 |  |
| African Cup Winners’ Cup 1999       | 1. Runde       | ASF Bobo-Dioulasso                | 3:0 (H)          | 1:0 (A)                 |  |
|                                     | 2. Runde       | Dynamo Douala                     | 4:0 (H)          | 2:1 (A)                 |  |
|                                     | Viertelfinale  | Power Dynamos                     | 1:1 (A)          | 2:1 (H)                 |  |
|                                     | Halbfinale     | al-Masry                          | 0:0 (H)          | 4:0 (A)                 |  |
|                                     | Finale         | Africa Sports National            | 0:1 (A)          | 1:1 (H)                 |  |
| African Cup Winners’ Cup 2000       | 1. Runde       | Mogas 90 FC                       | 0:0 (A)          | 3:1 (H)                 |  |
|                                     | 2. Runde       | Étoile du Congo                   | 4:2 (H)          | 0:2 (A)                 |  |
| African Cup Winners’ Cup 2001       | 1. Runde       | ASC Port Autonome                 | 1:1 (A)          | 1:0 (H)                 |  |
|                                     | 2. Runde       | AS Saint-Luc                      | 2:0 (H)          | 1:1 (A)                 |  |
|                                     | Viertelfinale  | al Zamalek SC                     | 0:1 (A)          | 3:1 (H)                 |  |
|                                     | Halbfinale     | Kaizer Chiefs                     | 0:2 (A)          | 0:1 (H)                 |  |
| CAF Cup 2003                        | 1. Runde       | Requins de l’Atlantique FC        | 0:1 (A)          | 2:0 (H)                 |  |
|                                     | 2. Runde       | Jeunesse Club d’Abidjan           | 0:2 (A)          | 6:0 (H)                 |  |
|                                     | Viertelfinale  | Green Buffaloes                   | 4:1 (H)          | 1:1 (A)                 |  |
|                                     | Halbfinale     | Cotonsport Garoua                 | 0:3 (A)          | 2:1 (H)                 |  |
| CAF Confederation Cup 2004          | 1. Runde       | Wallidan Banjul                   | 1:2 (A)          | 3:0 (H)                 |  |
|                                     | 2. Runde       | FAR Rabat                         | 0:0 (A)          | 1:1 (H)                 |  |
| CAF Champions League 2008           | Vorrunde       | ASC Saloum                        | 2:1 (A)          | 1:0 (H)                 |  |
|                                     | 1. Runde       | ASKO Kara                         | 0:2 (A)          | 4:0 (H)                 |  |
|                                     | 2. Runde       | FC Enyimba                        | 1:5 (A)          | 2:1 (H)                 |  |
| CAF Confederation Cup 2008          | Play-off-Runde | Djoliba AC                        | 0:0 (H)          | 0:0 (5:3 n. E.) (A)     |  |
|                                     | Gruppenphase   | Haras El-Hodood SC                | 1:2 (A)          | 1:1 (H)                 |  |
|                                     | Gruppenphase   | CS Sfax                           | 0:0 (H)          | 0:2 (A)                 |  |
|                                     | Gruppenphase   | GD Interclube                     | 3:0 (H)          | 2:1 (A)                 |  |
| CAF Champions League 2009           | Vorrunde       | Sporting Clube de Bafatá          | w/o              | w/o                     |  |
|                                     | 1. Runde       | Djoliba AC                        | 1:2 (H)          | 1:0 (A)                 |  |
| CAF Champions League 2010           | Vorrunde       | Sahel SC                          | 1:2 (A)          | 1:0 (H)                 |  |
|                                     | 1. Runde       | JS Kabylie                        | 1:1 (H)          | 0:1 (A)                 |  |
| CAF Champions League 2011           | Vorrunde       | APR FC                            | 2:2 (A)          | 4:0 (H)                 |  |
|                                     | 1. Runde       | al Zamalek SC                     | 4:2 (H)          | Spiel abgebrochen       |  |
|                                     | 2. Runde       | al-Hilal Khartum                  | 0:1 (A)          | Spiel abgebrochen       |  |
| CAF Confederation Cup 2011          | Play-off-Runde | Sofapaka FC                       | 3:0 (H)          | 1:3 (A)                 |  |
|                                     | Gruppenphase   | ASEC Mimosas                      | 1:1 (A)          | 1:0 (H)                 |  |
|                                     | Gruppenphase   | Kaduna United FC                  | 0:0 (H)          | 1:0 (A)                 |  |
|                                     | Gruppenphase   | GD Interclube                     | 2:0 (H)          | 1:2 (A)                 |  |
|                                     | Halbfinale     | Sunshine Stars FC                 | 1:0 (A)          | 0:0 (H)                 |  |
|                                     | Finale         | Maghreb Fez                       | 1:0 (H)          | 0:1 (5:6 n. E.) (A)     |  |
| CAF Confederation Cup 2012          | 1. Runde       | Saint-George SA                   | 1:1 (A)          | 2:0 (H)                 |  |
|                                     | 2. Runde       | Royal Leopards FC                 | 1:0 (A)          | 4:2 (H)                 |  |
|                                     | Play-off-Runde | Djoliba AC                        | 0:2 (A)          | 2:0 (3:4 n. E.) (H)     |  |
| CAF Confederation Cup 2015          | 1. Runde       | Dolphins FC                       | w/o              | w/o                     |  |
|                                     | 2. Runde       | ASO Chlef                         | 1:1 (A)          | 1:0 (H)                 |  |
|                                     | Play-off-Runde | al Ahly SC                        | 1:2 (A)          | 2:1 (4:5 n. E.) (H)     |  |
| CAF Champions League 2016           | Vorrunde       | AS Tanda                          | 2:0 (H)          | 0:0 (A)                 |  |
|                                     | 1. Runde       | MO Béjaïa                         | 1:0 (H)          | 0:2 (A)                 |  |
| CAF Confederation Cup 2017          | 1. Runde       | RSLAF FC                          | 9:1 (H)          | Gegner nicht angetreten |  |
|                                     | Play-off-Runde | AS Port-Louis 2000                | 2:1 (A)          | 4:2 (H)                 |  |
|                                     | Gruppenphase   | Rivers United FC                  | 3:1 (H)          | 2:0 (A)                 |  |
|                                     | Gruppenphase   | Kampala Capital City Authority FC | 1:2 (A)          | 4:0 (H)                 |  |
|                                     | Gruppenphase   | FUS de Rabat                      | 1:2 (A)          | 2:1 (H)                 |  |
|                                     | Viertelfinale  | MC Alger                          | 0:1 (A)          | 2:0 (H)                 |  |
|                                     | Halbfinale     | SuperSport United                 | 1:1 (A)          | 1:3 (H)                 |  |
| CAF Confederation Cup 2018          | 1. Runde       | RS Berkane                        | 1:3 (A)          | 0:1 (H)                 |  |
| CAF Champions League 2018/19        | Vorrunde       | APR FC                            | 0:0 (A)          | 3:1 (H)                 |  |
|                                     | 1. Runde       | al-Hilal Khartum                  | 3:1 (H)          | 0:1 (A)                 |  |
|                                     | Gruppenphase   | CS Constantine                    | 0:1 (H)          | 1:0 (A)                 |  |
|                                     | Gruppenphase   | Ismaily SC                        | 3:0 gewertet (A) | 1:0 (H)                 |  |
|                                     | Gruppenphase   | Tout Puissant Mazembe             | 0:8 (A)          | 0:0 (H)                 |  |
| CAF Confederation Cup 2022/23       | 1. Runde       | Kipanga FC                        | 0:0 (A)          | 7:0 (H)                 |  |
|                                     | 2. Runde       | Young Africans                    | 0:0 (A)          | 0:1 (H)                 |  |
| CAF Confederation Cup 2023/24       | 2. Runde       | Bahir Dar Kenema                  | 0:2 (A)          | 3:0 (H)                 |  |
|                                     | Gruppenphase   | Dreams FC                         | 2:0 (H)          | 0:1 (A)                 |  |
|                                     | Gruppenphase   | Rivers United FC                  | 0:1 (A)          | 3:0 (H)                 |  |
|                                     | Gruppenphase   | AC Lobito                         | 3:0 (A)          | 1:1 (H)                 |  |

## Ehemalige Spieler
- Mounir Kebaili
- Taoufik Belghith
- Tahar Chaïbi
- Lassad Abdelli
- Wissem Ben Yahia
- Mustapha Bidoudane
- Ali Boumnijel
- Karim Essediri
- Fodil Megharia
- Patrick Ghigani
- Néjib Ghommidh
- Jameleddine Limam
- Mokhtar Naili
- Faouzi Rouissi
- Sadok Sassi (Attouga)
- Adel Sellimi
- Samir Sellimi
- Oussama Sellami
- Lassaad Ouertani
- Lotfi Mhaissi
- Tadjou Salou
- Karim Saidi
- Ezechiel N’Douassel
- Farouk Ben Mustapha
- Abdelmoumene Djabou

## Trainer
- Ilie Balaci (1991–1992)
- Bertrand Marchand (2005–2007)